# Heteronyx aspericollis
Heteronyx aspericollis är en skalbaggsart som beskrevs av Blackburn 1889. Heteronyx aspericollis ingår i släktet Heteronyx och familjen Melolonthidae. Inga underarter finns listade i Catalogue of Life.